# Zeltiņi socken
Zeltiņi socken (lettiska: Zeltiņu pagasts) är ett administrativt område i Alūksne kommun i Lettland.